# Glött
Glött är en kommun och ort i Landkreis Dillingen an der Donau i Regierungsbezirk Schwaben i förbundslandet Bayern i Tyskland.
Kommunen ingår i kommunalförbundet Holzheim tillsammans med köpingen Aislingen och kommunen Holzheim.